# Bronx Open
El Torneig del Bronx, conegut oficialment com a Bronx Open, és un torneig professional de tennis que es disputa sobre pista dura. Actualment pertany als International Tournaments del circuit WTA femení i se celebra al Crotona Park del districte del Bronx de Nova York (Estats Units).
El torneig va néixer en substitució del torneig de Ciutat del Quebec, tot i que es van intercanviar les dates amb el torneig de Zhengzhou que a la vegada va substituir el torneig de New Haven.

## Palmarès

### Individual femení
| Any  | Campiona      | Finalista     | Resultat      |
| ---- | ------------- | ------------- | ------------- |
| 2019 | Magda Linette | Camila Giorgi | 5−7, 7−5, 6−4 |

### Dobles femenins
| Any  | Campiones                                | Finalistes                           | Resultat         |
| ---- | ---------------------------------------- | ------------------------------------ | ---------------- |
| 2019 | Darija Jurak María José Martínez Sánchez | Margarita Gasparyan Monica Niculescu | 7−5, 2−6, [10−7] |